# Loggia dei Rucellai
A Loggia Rucellai firenzei loggia a via della Vigna Nuova és piazza dei Rucellai sarkán.

## Története
A reneszánsz loggiát Antonio del Migliorino Guinotti építette León Battista Alberti Palazzo Rucellainál alkalmazott terveiből inspirálódva. A loggia 1460-ra készült el Bernardo Rucellai és Nannia de Medici (Lorenzo de' Medici nővére) esküvőjére. 1677-ben beépítették, itt rendezte be stúdióját Giovan Battista Foggini szobrászmester. 1963-ban eredeti formájában helyreállították. Napjainkban beüvegezték és kereskedelmi helyiségként hasznosítják.

## Lásd még
- Firenze történelmi központja